# НАДФH-оксидаза
НАДФH-оксидаза, или NADPH-оксидаза (NOX) — клеточный мембрано-связанный мультимолекулярный ферментный комплекс, локализующийся на плазматической мембране и в некоторых органеллах. Особенно обогащены этим ферментом фагоцитарные клетки, такие как макрофаги. Эти оксидазы участвуют в клеточной противомикробной защитной системе, а также в клеточной пролиферации, дифференцировке и регуляции экспрессии генов. Существует целая группа НАДФH-оксидаз, которые различаются по составу субъединиц, клеточной специфичности, регуляции и другим параметрам.

## Реакция
Реакция, катализируемая НАДФH-оксидазой, заключается в окислении НАДФ•H до НАДФ+ внутри клетки с переносом электронов на другую сторону клеточной мембраны и образованию на наружной стороне клетки супероксидного радикала из кислорода среды.
НАДФ•H (внутриклеточный) + 2 O2 (внеклеточный) → НАДФ+ (внутриклеточный) + H+ (внутриклеточный) + 2 O2•- (внеклеточный)

## Классификация
| Тип НАДФH-оксидазы   | Регуляторные белки и субъединицы                              | Механизм активации     | Экспрессия в клетках (в лёгких)                                                                             |
| -------------------- | ------------------------------------------------------------- | ---------------------- | --- |
| NOX1 (NOH-1, MOX1)   | p22phox, NOXO1, NOXA1, Rac1                                   | ?                      | эпителиальные клетки                                                                                        |
| NOX2 (gp91phox)      | p22phox, p47phox (NOXO2), p67phox (NOXA2), p40phox, Rac1/Rac2 | Ca2+, фосфорилирование | миелоидные клетки (макрофаги, дендритные клетки), эндотелиальные клетки, гладкомышечные клетки, фибробласты |
| NOX3                 | p22phox, NOXO1                                                | ?                      | эпителий вестибулярного аппарата                                                                            |
| NOX4 (RENOX)         | p22phox                                                       | Конститутивно активная | эндотелиальные клетки, гладкомышечные клетки, фибробласты                                                   |
| DUOX1 (Thox1, LNOX1) | DUOXA1                                                        | Ca2+, фосфорилирование | эпителиальные клетки, лимфоциты (?)                                                                         |
| DUOX2 (Thox2, LNOX2) | DUOXA2                                                        | Ca2+, фосфорилирование | эпителиальные клетки                                                                                        |

## Строение и функции
НАДФH-оксидаза — это мультикомпонентный ферментный комплекс. Типичный и наиболее исследованный представитель NOX2 состоит из двух мембранных субъединиц gp91phox (α-субъединица, продукт гена CYBA) и p22phox (β-субъединица), трёх цитозольных компонентов p40phox, p47phox, p67phox и низкомолекулярного G-белка Rac1 (моноциты) или Rac2 (гранулоциты) . Распределение двух групп компонентов в субклеточных компартментах гарантирует неактивное состояние фермента в покоящейся клетке. Центральным компонентом НАДФH оксидазы является комплекс gp91phox и p22phox, или флавоцитохром b558 (по длине волны поглощения цитохрома), или флавоцитохром b-245, (по нормальному восстановительному потенциалу гемма −245 мВ при рН 7.0). Он расположен в плазматической мембране и в мембране специфических гранул, также может встраиваться в клеточную стенку вакуолей фагоцитов, где формирует канал для электронов, закачиваемых НАДФH-оксидазой из цитозоля в вакуоль.
Цитоплазматическая субъединица р47phox состоит из 390 аминокислотных остатков. С-концевой участок последовательности богат серином и аргинином. Аминокислотная последовательность р47phox также содержит два участка с SH3-доменами, один РХ домен и участок, богатый пролином. Субъединица р47phox связывается с цитохромом b558 во время активации. Эта субъединица отвечает за транспортировку цитозольного комплекса (р47 phox-р67phox-р40 phox) к мембране, во время активации оксидазы , что требует фосфорилирования р47phox.
Субъединица р67 phox состоит из 526 аминокислот и содержит два SH3 домена, четыре тетратрикопептидных участка и, как минимум, один участок, богатый пролином. р67 phox тесно связана с цитоскелетом и также фосфорилируется во время активации фагоцитов, но в меньшей степени, чем р47 phox. Субъединица р67phox взаимодействует с Rac1/2 и с цитохромом b558, и регулирует каталитическую активность комплекса.
Субъединица р40phox состоит из 339 аминокислот. Эта субъединица содержит один SH3 домен и один РХ домен. р40phox слабо фосфорилируется во время активации. Функциональная роль белка p40phox до конца не определена, в экспериментах in vitro было показано как его стимулирующее, так и ингибирующее действие на НАДФH оксидазу . РХ-домен специфично связывается с фосфатидилинозит-3-фосфатом, который накапливается в фагосомальных мембранах, что способствует удержанию НАДФH оксидазного комплекса в мембране .
В сборке фермента также участвуют два малых ГТФ-связывающих белка: Rac2, локализованный в покоящейся клетке в цитоплазме в виде димерного комплекса с Rho-GDI, и Rap1A, локализованный в мембранах, из которых он может быть выделен вместе с цитохромом . Обмен Rac-GDP на Rac-GTP является необходимым событием для инициации сборки и активации оксидазы . Rac участвует в переносе электрона, и независимо от p67phox регулирует перенос электрона от НАДФH к ФАД . При высоких концентрациях p67phox и Rac в бесклеточных системах для восстановления высокой активности НАДФH оксидазы не требуется p47phox .
Во время гемопоэза на стадии промиелоцита в клетках экспрессируются р40phox, p22phox, Rac2. На стадиях миелоцита и метамиелоцита клетки экспрессируют недостающие компоненты НАДФH-оксидазы и становятся способными продукцировать супероксидный радикал .
Кроме NOX2 в клетках обнаружены NOX1, NOX3, NOX4, NOX5, DUOX1 и DUOX2. Они отличаются своей регуляцией, функциями и экспрессией в различных клетках.

## Ингибиторы
Для ингибирования НАДФH-оксидаз используются два основных ингибитора флавин-содержащих ферментов:
- Апоцинин
- Дифенилиод